# Menemerus guttatus
Menemerus guttatus är en spindelart som beskrevs av Wesolowska 1999. Menemerus guttatus ingår i släktet Menemerus och familjen hoppspindlar. Inga underarter finns listade i Catalogue of Life.